# Копаново
Копаново или Горње Копаново (грч. Κοπανός, до 1953. грч. Άνω Κοπανός) је насељено место у општини Негуш у периферији Средишња Македонија, Грчка. Према попису из 2021. године био је 1.781 становник.
Према бугарском географу и историчару, Василу Канчову, у Копанову је 1900. године живело 175 Словена хришћана. После 1924. године насељене су грчке избегличке породице из Турске, укупно 186 особа.